# Hola (Kenya)
Hola è un centro abitato del Kenya, capoluogo della contea di Tana River.